# Adrian Tchaikovsky
Adrian Tchaikovsky (Lincolnshire, 1972) is een Engelse schrijver van sciencefiction- en fantasyverhalen. Hij won hiervoor onder meer een Arthur C. Clarke Award, een Hugo Award, een British Fantasy Award, een Sidewise Award en drie BSFA Awards. Hij heet officieel Adrian Czajkowski, maar zijn naam werd gestileerd voor de weergave ervan op zijn boeken.

## Biografisch
Tchaikovsky studeerde zoölogie en psychologie aan de Universiteit van Reading. Hij ging daarna werken als jurist en bleef dat doen tot hij in 2018 voltijd schrijver werd. Zijn eerste boek Empire in Black and Gold verscheen in 2008. Dit gaat over een wereld waarin verschillende rassen mensen leven waarvan iedere soort ook eigenschappen heeft van een ander soort insect. Omdat het agressieve Wasp Empire aan het veroveren is geslagen, is niemand meer veilig. Dit bleek het begin van de Shadows of the Apt-serie, die tien delen zou duren.
Na het verschijnen van het laatste deel in de Shadows of the Apt-serie (Seal of the Worm) begon Tchaikovsky aan meerdere andere series. De eerste hiervan was Children of Time, een space opera over een mensheid die naar andere planeten vertrekt wanneer de Aarde zijn beste tijd heeft gehad. Die locaties hadden na tijden van terravorming geschikt moeten zijn om te betrekken, maar blijken in werkelijkheid inmiddels bevolkt door soorten die niet op indringers zitten te wachten. Tchaikovsky won hiervoor zowel een Arthur C. Clarke Award (voor het eerste deel), een (BSFA Award (voor deel twee) als een Hugo Award (voor beste serie).
Tchaikovsky begon in de tijd tussen die boeken ook aan series als Echoes of the Fall (over een strijd tussen van gedaante wisselende volkeren), Bioforms (over genetisch gemanipuleerde humanoïde dieren die worden ingezet voor militaire doeleinden), The Tyrant Philosopherss (een fantasyreeks over volkeren die in opstand komen tegen hun onderdrukkers) en The Final Architecture (over een groep mensen die het opneemt tegen een organisatie van enorme kosmische wezens die bewoonde planeten vernietigt).

### Shadows of the Apt-serie
- 2008 - Empire in Black and Gold
- 2009 - Dragonfly Falling
- 2009 - Blood of the Mantis
- 2010 - Salute the Dark
- 2010 - The Scarab Path
- 2011 - The Sea Watch
- 2011 - Heirs of the Blade
- 2012 - The Air War
- 2013 - War Master's Gate
- 2014 - Seal of the Worm
- 2016 - Spoils of War (verhalenbundel)
- 2017 - A Time for Grief (verhalenbundel)
- 2018 - For Love of Distant Shores (verhalenbundel)
- 2018 - The Scent of Tears (verhalenbundel)

### Children of Time-serie
- 2015 - Children of Time (Arthur C. Clarke Award)
- 2019 - Children of Ruin (BSFA Award)
- 2022 - Children of Memory

(*Won in 2023 ook de Hugo Award voor beste serie)

### Echoes of the Fall-serie
- 2016 - The Tiger and the Wolf (British Fantasy Award)
- 2017 - The Bear and the Serpent
- 2018 - The Hyena and the Hawk

### Bioforms-serie
- 2017 - Dogs of War
- 2021 - Bear Head

### The Tyrant Philosopherss-serie
- 2022 - City of Last Chances (BSFA Award)
- 2023 - House of Open Wounds

### The Final Architecture-serie
- 2021 - Shards of Earth (BSFA Award)
- 2022 - Eyes of the Void
- 2023 - Lords of Uncreation

### Overig
- 2013 - Feast and Famine (verhalenbundel)
- 2015 - Guns of the Dawn
- 2016 - Spiderlight
- 2016 - The Private Life of Elder Things (verhalenbundel)
- 2018 - Redemption's Blade[1]
- 2019 - Cage of Souls
- 2020 - The Doors of Eden  (Sidewise Award)
- 2022 - Day of Ascension[2]
- 2023 - Terrible Worlds: Revolutions (verhalenbundel)

### Novelles
- 2017 - Ironclads
- 2018 - The Expert System's Brother
- 2019 - Walking to Aldebaran
- 2019 - Made Things
- 2020 - Firewalkers
- 2021 - The Expert System's Champion
- 2021 - One Day All This Will Be Yours
- 2021 - Elder Race
- 2022 - Ogres
- 2023 - And Put Away Childish Things